# Arsi-Zone
Die Arsi-Zone in Äthiopien ist eine von 22 Zonen in der Region Oromiya.
Die Zone hat eine Fläche von 23,724.44 Quadratkilometern, hat im Südwesten und Süden von allem staatliche Grenzen, im Norden befindet sich der Afar-Staat, im Osten ist das der Staat Somalia. Die Zone Arsi hat eine Bevölkerung von etwa 3.135.686, von denen 1.557.984 männlich und 1.577.702 Menschen weiblich sind, 12,3 % der Bevölkerung leben in städtischen Gebieten, die Bevölkerungsdichte beträgt 132,17 Personen pro km².